# Hans Sallmutter
Hans Sallmutter (* 20. Januar 1945 in Passail bei Weiz (Steiermark)) ist ein österreichischer Gewerkschafter und Politiker.

## Leben
Von 1994 bis 2005 war er Vorsitzender der Gewerkschaft der Privatangestellten und Vizepräsident des Österreichischen Gewerkschaftsbundes (ab 1995). Das Mitglied der SPÖ war von 1997 bis 2001 Präsident des Hauptverbandes der österreichischen Sozialversicherungsträger.
Als einer der wichtigsten Akteure der österreichischen Sozialpartnerschaft beeinflusste er maßgeblich die politischen Diskussionen zu vielen sozialpolitischen Themen in Österreich.
Heute ist Hans Sallmutter Ehrenvorsitzender der Gewerkschaft der Privatangestellten.

## Auszeichnungen
- 2005: Großes Goldenes Ehrenzeichen für Verdienste um die Republik Österreich[1]

## Werke
- Der Sozialstaat zur Jahrtausendwende: nichts ist so gestaltbar wie die Zukunft (Wien: ÖGB, 1998)

Als Herausgeber:
- mit Ingrid Reischl: Stillgelegt. Weichenstellungen für den Arbeitsmarkt Europa im Jahr 2000 (Wien: ÖGB, 1997)
- Wieviel Globalisierung verträgt unser Land? Zwänge und Alternativen (Wien: ÖGB 1998)
- mit Tom Schmid: Mut zum Träumen. Bestandsaufnahme und Perspektiven des Wohlfahrtsstaates (Wien: Eigenverlag GPA, 2000)
- Nachdenken über die EU – Vordenken für Europa: gewerkschaftliche Impulse und Entwürfe für ein soziales Europa (Wien: ÖGB 2003)